# 1731
| 1731               |
| ------------------ |
| Dødsfald - Fødsler |
| • Begivenheder     |

| Gregoriansk kalender | 1731 MDCCXXXI           |
| Ab urbe condita      | 2484                    |
| Armensk kalender     | 1180 ԹՎ ՌՃՁ             |
| Kinesiske kalender   | 4427 – 4428 庚戌 – 辛亥 |
| Etiopisk kalender    | 1723 – 1724             |
| Jødisk kalender      | 5491 – 5492             |
| Hindukalendere       |                         |
| - Vikram Samvat      | 1786 – 1787             |
| - Shaka Samvat       | 1653 – 1654             |
| - Kali Yuga          | 4832 – 4833             |
| Iransk kalender      | 1109 – 1110             |
| Islamisk kalender    | 1144 – 1145             |

Konge i Danmark: Christian 6. 1730-1746
Se også 1731 (tal)

## Begivenheder
- 26. januar - Kjøbenhavns Brandforsikring oprettes den
- 31. januar - Teatro Argentina indvies i Rom

## Født
- 16. januar – Tyge Rothe, dansk forfatter og historiker (død 1795).
- 2. juni – Charlotte Dorothea Biehl, dansk forfatter (død 1788
- 1. juli – Johannes Wiedewelt, dansk billedhugger (død 1802).

## Dødsfald
- 26. april - Daniel Defoe, forfatter (Robinson Crusoe).